# Pavel Rozhkov
Pavel Andreyevich Rozhkov (tiếng Nga: Павел Андреевич Рожков; sinh ngày 31 tháng 12 năm 1986) là một cầu thủ bóng đá người Nga. Anh thi đấu cho FC Yenisey Krasnoyarsk.